# أولاد بن عزوز (أولاد بيه)
أولاد بن عزوز هو دُوَّار يقع بجماعة جنان بويه، إقليم اليوسفية، جهة مراكش آسفي في المملكة المغربية. ينتمي الدوّار لمشيخة أولاد بيه التي تضم 23 دوار. يقدر عدد سكانه بـ 225 نسمة حسب الإحصاء الرسمي للسكان والسكنى لسنة 2004.

## روابط خارجية
- البوابة الوطنية للجماعات الترابية
- المندوبية السامية للتخطيط